# クラウディア・ジョーンズ
クラウディア・ジョーンズ (英: Claudia Jones)、旧姓ではクラウディア・ヴェラ・カンバーバッチ (英: Claudia Vera Cumberbatch) (1915年2月15日 - 1964年12月24日)は、トリニダード・トバゴ生まれのジャーナリスト、アクティヴィスト。子供の頃に、彼女は家族と共にアメリカ合衆国に移住し、そこで彼女は共産主義の政治活動家、フェミニスト、ブラック・ナショナリストとなり、「自己防衛的偽情報 (self-protective disinformation)」として「ジョーンズ」の名前を採用した。アメリカでの共産主義者に対する政治的迫害によって1955年に国外追放となり、その後はイギリスで生活した。イギリス到着にあたり、彼女は即座にグレートブリテン共産党に入党し、生涯を通じて党員であり続けた。また、1958年にイギリス初の黒人大手紙であるウェスト・インディアン・ガゼットを設立し、さらに世界で２番目に大きな年次カーニヴァルであるノッティングヒル・カーニヴァルの創始にあたっても中心的な役割を果たした。

## 幼少期
クラウディア・ヴェラ・カンバーバッチは当時大英帝国の植民地だったトリニダード島で、1915年2月21日に生まれた。彼女が8歳の頃、戦後のカカオ豆価格暴落に伴い、家族でニューヨーク市に移住した。母は移住の5年後に亡くなり、やがて父は家族を支えるために仕事を見つけた。クラウディアは優等生だったので、中学生の頃に学校でセオドア・ルーズベルト賞を受賞した。1932年、ハーレムでの貧しい生活環境ゆえに、17歳で結核にかかり、肺に回復の見込みのない損傷を受けたことで、生涯にわたって何度も長期入院することを余儀なくされることになる。高校を卒業したときも、家族は卒業式に出席するための費用を捻出することができなかった。

## アメリカでのキャリア

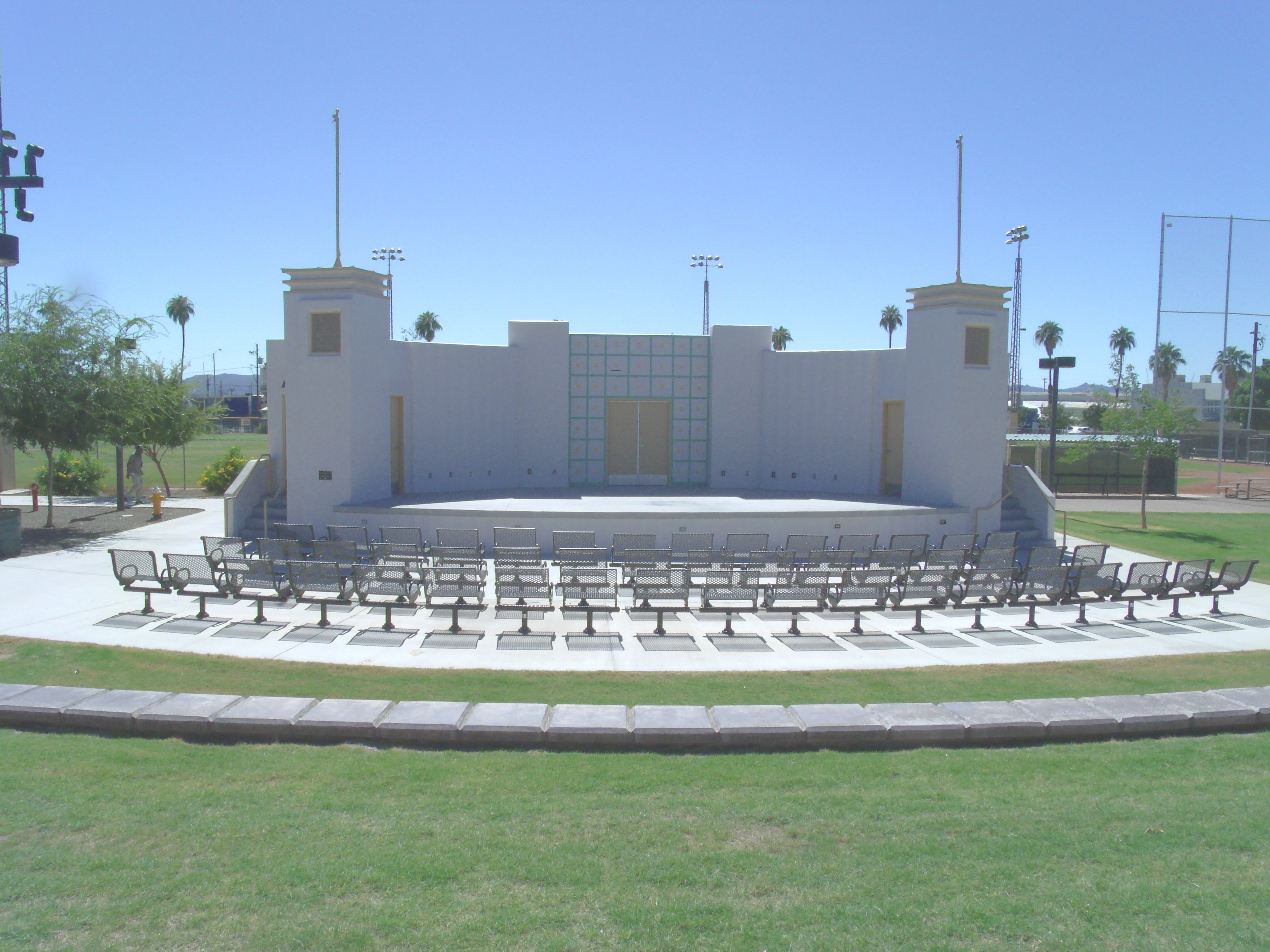
アリゾナ州フェニックス (アリゾナ州)のイーストレイク・パークの野外音楽堂。1948年、ここでジョーンズは1000人の群衆に向けて、アフリカン・アメリカンのための権利の平等について演説した。

学業優秀であったにもかかわらず、「移民女性」として分類されたことが、ジョーンズのキャリアの選択肢を大きく狭めることになった。ジョーンズは、大学に通う代わりにクリーニング屋で働き始め、次いで、ハーレムで他の小売の仕事を見つけた。この間、演劇グループに参加したり、ハーレムの雑誌に「クラウディアの意見」というコラムを書き始めたりしていた。
1936年、スコッツボロ・ボーイズを支援するための団体を探した末、ジョーンズはアメリカ青年共産主義者同盟に加入した。イタリアのエチオピア侵攻に反対するアメリカの共産主義者たちの運動も、ジョーンズが共産主義者になる要因となった。1937年、ジョーンズはデイリー・ワーカーの編集部に入り、翌1938年、ウィークリー・レヴューの編集長になった。第二次世界大戦中に青年共産主義者同盟が民主主義のためのアメリカ青年に改組したのち、ジョーンズはその月刊誌「スポットライト」の編集長になった。戦後、ジョーンズは女性全国委員会幹事、アメリカ共産党女性委員会書記を経て、1952年、全国平和協議会の書記に就任した。1953年、ジョーンズは「ニグロ・アフェアーズ」の編集長となった。

### 共産党におけるブラック・フェミニストのリーダーとして
アメリカ共産党の党員、ブラック・ナショナリスト、そしてフェミニストとして、ジョーンズが主たる目的としたのは「労働者階級が主導し、女性の参加によって駆動する反帝国主義連合」を創造することだった。
ジョーンズが熱中したのは、黒人女性・白人女性への共産党の支援を拡充することだった。ジョーンズは、黒人女性が党内で平等に尊重されるよう努力しただけでなく、黒人女性が母親として、労働者として、女性としても尊重されるようにも尽力したのである 。ジョーンズは、職業訓練プログラム、同一労働同一賃金、食糧価格の政府による統制、戦時下におけるチャイルドケアプログラムのための基金などのキャンペーンを展開した。また、ジョーンズは、「女性の問題」を扱う小委員会の屋台骨だった。ジョーンズは、党内の女性同志への理論的訓練の整備、女性の大衆組織への組織化、女性のための昼間学級、女性の活動を可能にする「ベビーシッター」基金などを主張した。

### 「黒人女性問題の軽視を終わらせよう！」
ジョーンズの最もよく知られた文章、「黒人女性問題の軽視を終わらせよう！ (An End to the Neglect of the Problems of the Negro Woman!)」は、1949年、ポリティカル・アフェアーズ誌に発表された。この文章では、のちに「インターセクショナリティ」と定義づけられるものの分析を、彼女がマルクス主義の枠組み内で発展させた様子が見られる。この中で、ジョーンズはこのように記している。

ブルジョワジーは黒人女性の闘志を恐れており、そしてそれにはそれなりの理由がある。資本家は、ひとたび黒人女性が行動を起こせば、黒人全体、ひいては反帝国主義の連合の投資が大きく高まることを、多くの進歩的な人々よりずっとよく知っている。
歴史的に見て、黒人女性は、黒人家庭の保護者であり守護者であった……母親として、黒人として、労働者として、黒人女性は黒人家庭の抹消に反対し、数百万の数百万の姉妹、兄弟、子供らの健康、モラル、生命を破壊するジム・クロウのゲットーの存在に反対すべく戦っているのである。
このような観点からすれば、アメリカのブルジョワジーが、その抑圧を黒人一般にのみならずとりわけ黒人女性に対して強めていることは、決して偶然のことではない。ブルジョワジーが黒人女性に対して示し、育んでいる冷酷な態度ほど、国家におけるファシズム化の運動を暴露しているものはない。

## 国外追放
アメリカ共産党全国委員会委員に選出されたジョーンズは、イベントを企画し、またイベントでの講演も行った。アメリカ共産党員であったこと、およびそれに関連する様々な活動の結果として、ジョーンズは1948年に逮捕され、人生を通じて彼女が経験することになる4度の服役のうち最初の1回をここで言い渡された。エリス島に収監されたジョーンズは、トリニダードへの強制送還の危機に直面した。
移民帰化局による聴取の結果、ジョーンズは共産党に入党した外国人（非アメリカ市民）であるとして、マッカラン法に違反していると認定された。何人かの証人が、ジョーンズの党活動における役割を証言した。また、ジョーンズ自身、1940年12月24日に外国人登録法に従って外国人登録をする際、1936年から党員であることを明言していたのである。ジョーンズは、1950年12月21日に国外追放を命じられた。
1951年、獄中で36歳を迎えたジョーンズは、初めての心臓発作を経験した。同年、ジョーンズは、友人のエリザベス・フリンを含む11人とともに、外国人登録法の規定における「非アメリカ的行動」（アメリカ政府に対する反抗的行動）の咎で裁判を受け、有罪判決を受けた
。ジョーンズは、ポリティカル・アフェアーズ誌に寄稿した論文「平和と安全への戦いにおける女性たち (Women in the Struggle for Peace and Security)」が罪に問われて起訴された。合衆国最高裁判所は、被告人の上告を棄却した。1955年、ジョーンズはウェストヴァージニア州アルダーソンに所在する連邦女性更生施設で、1年と1日の刑期を開始し、同年10月23日に釈放された。
ジョーンズはトリニダード・トバゴへの入国を拒否された。その理由の1つには、トリニダード・トバゴ知事のヒューバート・ランスが「彼女は厄介ごとの火種になるかもしれない」という意見を持っていたことがあった。最終的に、人道的見地からイギリスでの居住を提案され、連邦当局もジョーンズが自身の強制退去への異議申し立てを止めることを条件に、移住を認めることになった。1955年12月7日、ハーレムのホテル・テレサには、350人の人々が集まり、ジョーンズを見送った。

## イギリスでの活動
2週間後、ジョーンズはロンドンに到着した。当時、アフリカン・カリビアンのコミュニティーが拡大しつつあった。彼女が到着すると、グレートブリテン共産党は何人かのカリブ系の共産主義者を送って彼女を出迎えた。その中には、ビリー・ストラカン、ウィンストン・ピンダー、そしてジョーンズのいとこのトレヴァー・カーターも含まれていた。しかし、イギリスの政治コミュニティーに加わったジョーンズは、イギリスの共産主義者の多くが黒人女性を敵視していることに失望することになる 。ジョーンズはイギリスに到着後即座にグレートブリテン共産党に入党し、死ぬまで党員であり続けた。

### 活動
ジョーンズは、イギリスのアフリカン・カリビアンのコミュニティが積極的な組織化を必要としていることを発見した。ジョーンズはコミュニティに参加し、基本的な施設へのアクセスや平等な権利を求める初期の運動を組織するようになった。
いとこのトレヴァー・カーター、友人のナディア・カトゥース、エイミー・アシュウッド・ガーヴェイ、ベリル・マクバーニー、パール・プレスコッド、生涯にわたって師と仰いだポール・ロブスンに支えられ、ジョーンズは、住宅、教育、雇用における人種差別に反対する戦線を張った。また、ジョーンズは平和集会や労働組合会議で演説したほか、日本、ロシア、中華人民共和国を訪れ、中国では毛沢東に面会した。
1960年代初頭、健康状態が悪化する中で、ジョーンズは、イギリスへの非白人の移民を制限しようとするコモンウェルス移民法（のち1962年4月に1962年コモンウェルス移民法として成立する）に対する反対キャンペーンを支援した。ジョーンズはまた、ネルソン・マンデラ解放キャンペーンを展開したほか、職場における人種差別への反対のための論陣も張った。

### 1958年、ウェスト・インディアン・ガゼット
アメリカにおける自身の経験から、ジョーンズは「声なき民は屠殺に向かう子羊に等しい」という信念を持っていた。1958年3月、ブリクストンの理髪店の2階で、ジョーンズは「ウェスト・インディアン・ガゼット」を創刊し、その編集者となった。なお、ウェスト・インディアン・ガゼットのマストヘッドに表記されている正式名称は「West Indian Gazette and Afro-Asian Caribbean News (WIG)であった
 。ウェスト・インディアン・ガゼットは、ブラック・ブリティッシュコミュニティ内における意識覚醒において中心的役割を果たした。
ジョーンズは、フリーダムウェイズ1964年夏号に掲載された、彼女の公刊された最後の文章である「イギリスのカリブ人コミュニティ (The Caribbean Community in Britain)」において、次のように記している：

この新聞は、西インド諸島系住民、アフロ・アジアン、そしてその友人たちの、社会的、政治的な覚醒を早める触媒の役割を果たしました。その編集方針は、西インド諸島の統一と独立、イギリスの西インド諸島系住民及びアフロ・アジアンに対する完全な経済的・社会的・政治的平等とその人間的尊厳の尊重、そして全てのコモンウェルスと世界人民との間に友情と平和を築くこと。

常に資金繰りに窮していたウェスト・インディアン・ガゼットは、1964年12月にジョーンズが亡くなってから8か月で解散した。

### 1959年、ノッティングヒル暴動と「カリビアン・カーニヴァル」

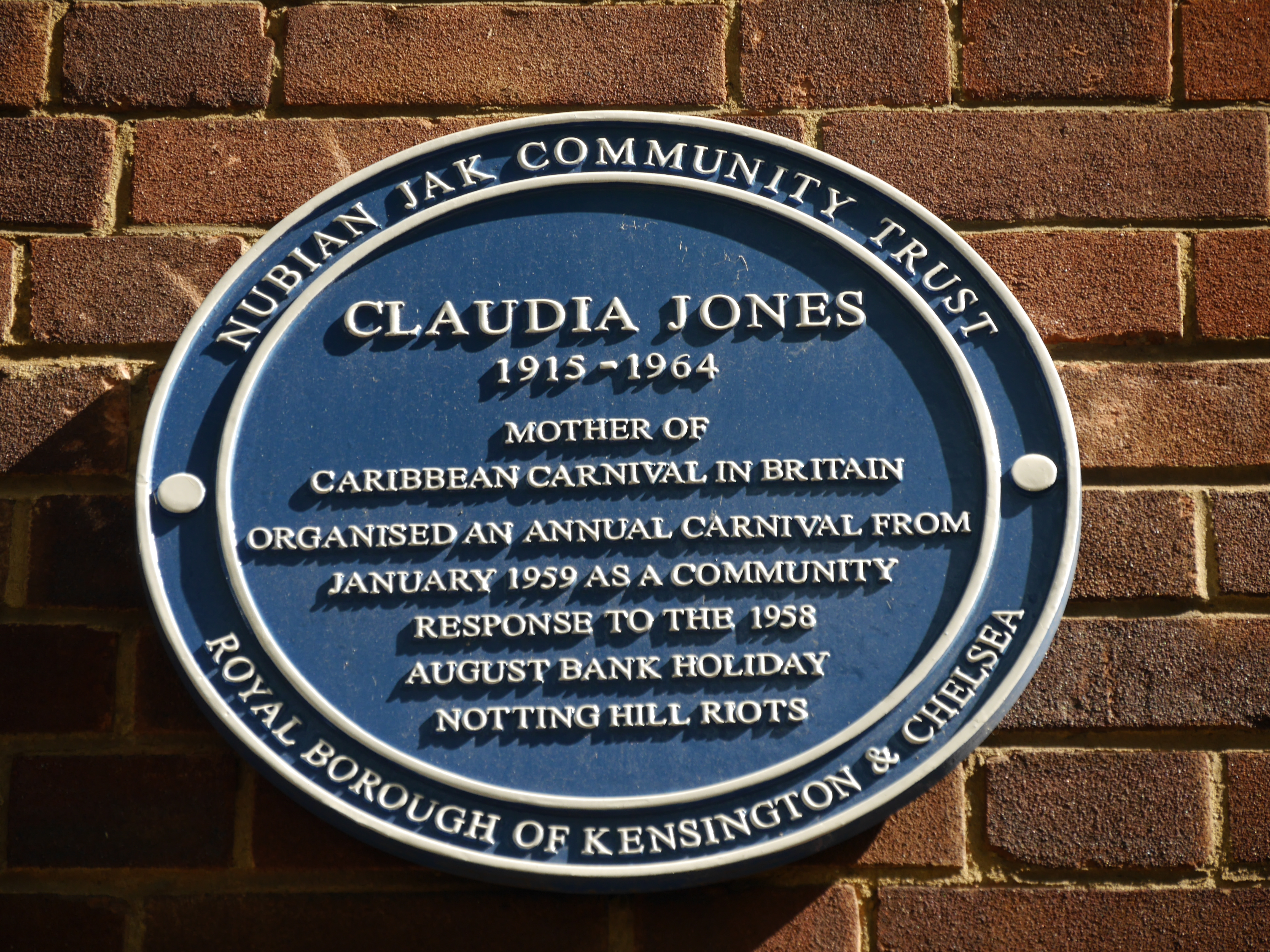
ジョーンズを記念して作られたノッティングヒルのブループラーク

1958年8月、ウェスト・インディアン・ガゼットを創刊して4ヶ月後、ノッティングヒル人種暴動が発生し、同時期にノッティンガムのロビンフッド・チェイスでも同様の動乱（ノッティンガム人種暴動）が起きていた。これらの暴動に対し、既存の日刊紙に人種差別的な分析が掲載されたため、ジョーンズのもとには、ブラック・ブリティッシュ・コミュニティのメンバーや、構成員の不安に応えようとしたイギリス植民地の指導者たち——英領ギアナのチェディ・ジェーガン、ジャマイカのノーマン・マンリー、トリニダード・トバゴのエリック・ウィリアムズ、西インド連邦のフィリス・シャンド・オールフリーやカール・ラ・コルビニエールといった——が訪問してくるようになった。
その結果、ジョーンズは、「ノッティングヒルとノッティンガムの経験を、私たちの口から洗い流す (wash the taste of Notting Hill and Nottingham out of our mouths)」必要性を認識した。黒人コミュニティがカーニヴァルを開くことが提案されたのは、1958年12月のことだった。「この冬にやるのか？」と問われたジョーンズは、人脈を使い、セント・パンクラス・タウン・ホールで1959年1月にマルディグラをベースにしたカーニヴァルを行うための使用許可を取得した。カーニヴァルは、エドリック・コナー
によるディレクションの下、ボスコー・ホルダー舞踊団、ジャズギタリストのフィッツロイ・コールマン、歌手のクレオ・レーンらがヘッドライナーを務めるもので、その模様はBBCによってイギリス全土に放映された。このカーニヴァルは、「民衆芸術は民衆の自由の起源である (A people's art is the genesis of their freedom.)」というスローガンによって象徴されるものだった
。
1959年のオリジナル版記念品パンフレットの表紙には、このような脚注が付されている：「このパンフレットの収益の一部は、ノッティングヒルのイベントに関わった有色人種と白人の若者たちの罰金の支払いに充てられます」。ジョーンズとウェスト・インディアン・ガゼット紙は、他にもシーモア・ホール、ポーチェスター・ホール、ライセウム・ボールルームなどのロンドンの会場で、5つの異なる屋内カリビアン・カーニヴァル・キャバレーを開催した。これらのイベントは、のちノッティングヒル・カーニヴァルとして結実するカリビアン・カーニヴァルの前身とみなされている。

## 最期

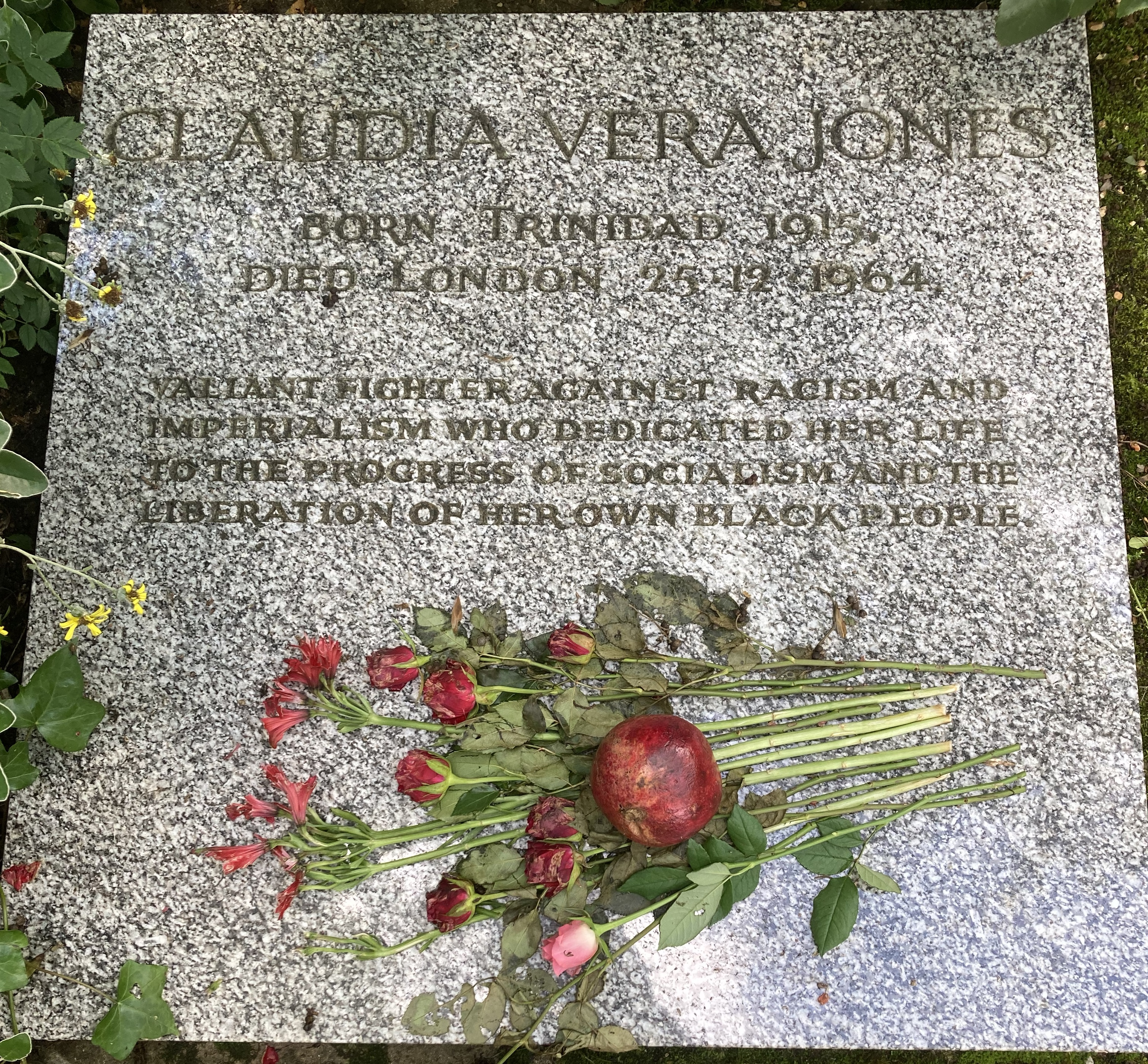
ハイゲイト墓地にあるクラウディア・ジョーンズの墓。

ジョーンズは、1964年のクリスマスイヴに亡くなり、クリスマスに自宅のアパートで遺体が発見された。検死の結果、心臓病と結核が原因で、重い心臓発作に見舞われたと発表された。
1965年1月9日、彼女の葬儀が盛大に行われた。この葬儀は、政治的行事としての性質も有した。埋葬地として、ロンドン北部のハイゲイト墓地にある、彼女の英雄であるカール・マルクスの墓の左隣が選ばれた。葬儀では、ポール・ロブソンが次のような弔辞を読み上げた：

クラウディア・ジョーンズと知り合えたことは本当に光栄なことでした。彼女は、アメリカ共産党の精力的で勇敢な指導者であり、白人と有色人種の統一、尊厳と平等——特に黒人と女性のための——の希求のための仕事に非常に積極的に働いた人でした。

## 著作
1950年代、ジョーンズはデイリー・ワーカー紙に「世界の半分 (Half of the World)」というコラムを掲載していた。

### 記事
- "Discussion Article," Political Affairs (1943年8月)
- "For  New  Approaches  to  Our  Work  among  Women," Political  Affairs  (1948年8月)
- "Women Crusade for Peace," The Worker Magazine (1950年)
- "100 Women's Delegates Back World Peace Plea," Daily Worker (1950年)
- "International Women's Day and the Struggle for Peace," Political Affairs (1950年3月)
- "Claudia Jones Writes from Ellis Island," Daily Worker (1950.11.08)
- "For the Unity of Women in the Case of Peace," Political Affairs (1951)
- "Warmakers Fear America's Women," Daily Worker (1951)
- "For the Unity of Women in the Cause of Peace!" Political Affairs (1951年2月)
- "Foster’s Political and Theoretical Guidance to Our Work among Women," Political Affairs (1951年3月)
- "Call Negro Women to Sojourn for Justice," Daily Worker (1951.09.20)
- "Sojourners for Truth and Justice," The Worker Magazine (1952)
- "The Struggle for Peace in the United States," Political Affairs (1952))
- "Her Words Rang Out beyond the Walls of the Courthouse," Daily Worker (1952.11.21)
- "American Imperialism and the British West Indies," Political Affairs (1958年4月)
- "The Caribbean Community in Britain," Freedomways (1964)
- "First Lady of the World:  I Talk with Mme Sun Yat–Sen," West Indian Gazette and Afro-Asian Caribbean News (1964年11月)
- "An End to the Neglect of the Problems of Negro Women, June 1949," Political Affairs (1974年3月)

### 書籍の章の分担執筆
- "Claudia Jones," Communists Speak to the Court (1953)[37]

### 書籍
- Autobiographical  History (1955年12月6日、未公刊)
- Claudia Jones: Beyond Containment (2011)[38]

## 後世への影響
- イギリスのジャーナリスト全国組合（英語版）黒人会員協議会は、毎年10月の黒人歴史月間に、ジョーンズの栄誉とイギリスの黒人ジャーナリズムへの貢献を称え、「クラウディア・ジョーンズ記念講演」を開催している[39]。
- イヴェット・トーマスらは1982年にロンドンで「クラウディア・ジョーンズの会 (Claudia Jones Organisation)」を設立した[40]。この団体は、アフロ・カリビアンの女性と家族を支援することを目的としている[41][42]。
- ウィンサム・ピノック（英語版）の1989年の戯曲 A Rock in Waterは、クラウディア・ジョーンズの生涯にインスパイアされたものである[43][44]。
- ジョーンズは、2003年と2020年のイギリスの100人の偉大な黒人（英語版）にノミネートされ[45] 、2020年の書籍版に掲載されている[46]。
- 2008年8月、トラヴィストック・ロードとポートベロ・ロード（英語版）の交わる角に、「イギリスのカリビアン・カーニヴァルの母」としてジョーンズを記念するブループラークがお披露目された[47][48]。
- ジョーンズは、Z・ニア・レイノルズによる2010年のドキュメンタリー映画Looking for Claudia Jonesの主題となった[49]。
- 2018年、ジョーンズはイブニング・スタンダード誌の「歴史を通じて心を揺さぶる英国の黒人女性」14人のリストに選ばれた（ジョーンズ以外には、フィリス・ホイートリー、メアリ・シーコール、アデレード・ホール（英語版）、マーガレット・バズビー（英語版）、オリーブ・モリス（英語版）、コニー・マーク（英語版）、ジョーン・アーマトレイディング（英語版）、テッサ・サンダーソン、ドリーン・ローレンス（英語版）、マギー・アデリン・ポコック（英語版）、シャロン・ホワイト（英語版）、マロリー・ブラックマン、ダイアン・アボット（英語版）、ゼイディー・スミスが並んでいる）[50]。
- 「Bustle」誌は、「2019年、国民的知名度を持つに値する7人の歴史上のイギリスの黒人女性」のリストにジョーンズを入れた。リストには、メアリー・プリンス（英語版）、イブリン・ダヴ（英語版）、オリーブ・モリス（英語版）、マーガレット・バズビー（英語版）、オリヴェット・オーテル（英語版）、シャーリー・トンプソン（英語版）といった名前が並んでいる[51]。
- 2020年10月14日、ジョーンズはGoogle Doodleで祝われた[52]。
- 多くのイギリスの共産主義者は、彼女のイメージを利用しようとする組織によって、ジョーンズがイギリスの共産主義運動に参加していたことが不明瞭にされ、否定されてきたと主張している[4]。
- 2021年のスカイ・アーツのシリーズ「ランドマーク」の一環として制作された、アーティストのフェイヴァー・ジョナサンによるジョーンズの彫刻が、ブリクストンの黒人文化アーカイブ（英語版）に展示されている[53]。

### 生誕100周年記念
2014年6月以降、ジョーンズの生誕100年を祝して、様々な活動が行われた。そのうち最も成功したのは、コミュニティ・サポートが企画したもので、彼女の人生と仕事の側面に関する基礎研究にかなりの資源を投入している。
これにより、公刊された3冊の伝記や伝記映画には含まれていない、クラウディア・ジョーンズに関する新たな発見や再発見がもたらされた。
コミュニティ・サポートは、2015年2月21日（土曜）にケニントン・パーク・エステート・コミュニティセンターで、ジョーンズ生誕100周年記念の「クラウディア・ジョーンズ100デー」を開催した。「100デー」は、彼女がロンドンに住んでいた際の2つの主な住居と、その近くにある旧ウェスト・インディアン・ガゼットの事務所を紹介するガイドツアーで幕を開けた。
また、同日、彼女の生家に近いポート・オブ・スペインベルモントのザ・クロースでも祝賀会が開かれた。